# Broadview Park
Broadview Park – jednostka osadnicza w Stanach Zjednoczonych, w stanie Floryda, w hrabstwie Broward.